# レディ&オールドマン
『レディ＆オールドマン』（レディ アンド オールドマン）は、オノ・ナツメによる日本の漫画。『ウルトラジャンプ』（集英社）にて、2015年11月号から2019年9月号まで連載された。

## ストーリー
1963年の夏のロサンゼルスを舞台にした、男女バディ・エンタテインメント。1人では何も出来ない100年前の男ロブとおせっかいな相棒シェリー。2人は相棒。

## 登場人物

### 主要登場人物
シェリー・ブライト
19歳。好奇心旺盛で父と似ておせっかい。苦手な物はハサミ。ロブを相棒に「L＆O（レディ＆オールドマン）」として配達屋をするようになる。
ロバート・ウィンツ / ロブ
若い青年の姿のまま生きる不老不死の男。実年齢は121歳。双子の弟にラスがいる。誕生日は11月22日。水ぶくれ等の怪我はすぐに回復するが、大量の出血を伴う物の回復には暫くの日数を要する。
手先は器用で料理をしたり時計の修理を得意とする反面、弟と違い物静かで人前にはあまり出ていなかった。捕まる前も弟が酒場で多くの人間と話しつつ、何か修理する必要のある物を入手し持ち帰り、それをロブが直していた。17、18の時に家を出ていた弟が暫くぶりに戻って来た日、弟の持参した何かの香辛料（実際は不老不死の血）を用いてロブが作った料理を食べた後、無実の罪（名家の一家殺人と放火容疑）で捕まった。
100年の刑期を終えて出所した所でシェリーに拾われた。自分の知る世界と遥かに変わってしまっている100年後の世界に驚くなか、シェリーと共にL＆Oとして行動するようになる。
ナット
ナット運送会社のボス。バナナ・アイスクリーム・ビール・ポテトフライ・シリアル・ミルクが好物。飄々としているが察しが良い。独り言がかなり怖い。L＆Oに仕事（主に素人が運んでも言い訳の聞く物）を見繕う。

### 依頼人およびそれに関する人物
マダム
サムの古い知り合い。L＆Oの最初の依頼者。
アンドリュー
リアと結婚を望んだため依頼を受けた掃除屋に狙われる。
リア
アンドリューの彼女。当初はハリウッドのパパの息子であるハロルドの事務所に所属していた。その後、パパの愛人として彼の事務所に移る。パパに相談せずアンドリューとの結婚を決めたため、パパが連れ戻しを依頼した掃除屋に追われる。
ハリー
刑務所の元清掃員。20年以上前にロブのいた棟の掃除を任されていたことがありロブを覚えていた。
ミッチ
ダイナーの常連。ハリーにお礼の酒を運ぶ仕事をL＆Oに依頼した。数年前にロブのいた刑務所で服役していた。深夜の清掃員の仕事をしている。
ケン・ミルズ
ハイスクール時代にシェリーの隣の席だった青年。ハリウッドのリータに花束を手渡しで贈る依頼をした。シェリーはビルと覚えていた。
リータ
ケンからの花束を受け取った女優。麻薬不法所持でロレンスが逮捕されたことを知ると、以前ジミーから受け取ったプレゼントをジミーに送る依頼をした。
ジミー
麻薬の売人。強盗に遭い大量に出血していたが、リータに贈ったプレゼントをL＆Oに上げた。死の直前、隠してあったバッグを親父に届ける依頼をした。
レベッカ
幼女。父親に危険を知らせるため、L＆Oにビートルズのことを教える代わりにアリゾナとの州境近辺のモーテルに自分を配達するよう依頼する。

### 裏社会
パパ
リアの愛人。裏社会の実力者。大手芸能事務所の社長でもある。
ジョニー
元ロス市警の刑事。市警の裏の部分を背負って辞職した後、掃除屋をしている。白のスーツ。女好き。
クレイグ
元ロス市警の刑事。市警の裏の部分を背負って辞職した後、掃除屋をしている。黒のスーツ。女性に言い寄られることが多く煩わしい為、表向きはゲイということで通している。
ビッグアイ
裏社会の組織の大物。L＆Oの居場所を教えたビルがロブに発砲したことを知ると医者を送った。ロブの回復後、オールドマンは死んだという噂を流す。

### その他
サミュエル・ブライト / サム
シェリーの父。若いころ「ジャッカル」という名でバイク乗りの運び屋をしていたが、現在は「SAM'S DINER」のオーナー。
テッド
シェリーの元恋人。
マックス
ロス市警の人間。ダイナーへの潜入を試みるがサムに見抜かれている。
ケイティ
BAR「K'S」の主人。
スティーブ・マックイーン
道路でシェリー達とすれ違った。
ビル・ミルズ
刑事。階級は警部補。本部長からロブの監視を命じられる。しかし本人はその仕事を面倒がっていてビッグアイからL＆Oの居場所を聞き出しロブに発砲、重傷を負わせたこともある。
ラス（ラッセル）
ロブの双子の弟。容姿は兄と同様。手先は不器用だが社交性がある。100年前、知り合った名士から貰った「不老不死の血」をスープにして食したため歳を取らなくなった。その後、名士を刺殺し邸宅を放火した。
ロブの情報を求めマダムに接触する。
トーマス・ハリス
カリフォルニア州の共和党議員。50年前に行方不明となった祖父の捜索をジョニー＆クレイグに依頼する。祖父から時計を受け継いだ。
エマ
シェリーの実母。
マシュー
エマの現夫。
ハロルド
リアの愛人であるパパの息子。生真面目な性格。父の芸能事務所で働いていたが数年前に独立し芸能事務所を立ち上げる。当初リアはそこに所属していた。
ハリスの父
顎鬚を生やしている。ラスに刺殺された紳士は義兄。30年程前、姉の家を放火した犯人が双子の可能性をハリスに話した。
ラスに血を与えた紳士
元々英国に住んでいたがアメリカに渡りその後東部に移住した名士。ラスを介して時計の修理を依頼した。半年ほどの旅にラスを誘い、その途上、兄への葛藤がある彼に不老不死の血を渡した。旅から戻ったしばらく後に再会したラスに刺殺された。

## 書誌情報
- オノ・ナツメ 『レディ＆オールドマン』 集英社〈ヤングジャンプ・コミックス・ウルトラ〉、全8巻
  1. 2016年6月22日発行（6月17日発売[集 1]）、ISBN 978-4-08-890461-0
  2. 2016年12月24日発行（12月19日発売[集 2]）、ISBN 978-4-08-890567-9
  3. 2017年6月24日発行（6月19日発売[集 3]）、ISBN 978-4-08-890689-8
  4. 2017年11月22日発行（11月17日発売[集 4]）、ISBN 978-4-08-890777-2
  5. 2018年5月23日発行（5月18日発売[集 5]）、ISBN 978-4-08-891039-0
  6. 2018年11月24日発行（11月19日発売[集 6]）、ISBN 978-4-08-891149-6
  7. 2019年5月22日発行（5月17日発売[集 7]）、ISBN 978-4-08-891275-2
  8. 2019年10月23日発行（10月18日発売[集 8]）、ISBN 978-4-08-891397-1